# Campeonato Amateur de Guayaquil 1945
El Campeonato Amateur de Guayaquil de 1945, más conocido como Liga de Guayaquil 1945, fue la 25.ª edición de los torneos amateurs del Guayas y fue organizado por la Federación Deportiva del Guayas, para esta edición se jugaría con 12 equipos y que en un principio solamente descendería a los 2 últimos equipos, pero luego de una sesión extraordinaria se decidió que descendiera los equipos posicionados desde el 7° puesto al 12° puesto debido a lo extenso del torneo y los partidos amistosos que los equipos tenían que disputar tanto contra equipos nacionales como del extranjero que hacían sus giras por el país, también entre otros de los puntos se acordó que no hubiera ascenso hasta la temporada de 1946, el campeón seria el Patria que lograría su primer bi-campeonato en la era amateur algo que repetiría en el profesionalismo además de ser el cuadro goleador del torneo con 52 anotaciones, mientras que el subcampeonato se lo llevaría por 2ª vez en seguidilla y 4ª vez en el historial el cuadro del Nueve de Octubre, para este torneo seria el debut del estadio George Capwell como sede del torneo.
El Patria obtendría por tercera vez el título en este torneo mientras que el Nueve de Octubre obtendría su cuarto subcampeonato.

## Formato del torneo
La Liga de Guayaquil 1945 se jugó con el formato de una sola etapa y fue de la siguiente manera:
Primera Etapa (Etapa Única)
La Primera Etapa se jugó un todos contra todos en encuentros de solo ida dando un total de 11 fechas en la cual se definirá al campeón al equipo que haya terminado en la 1ª posición del torneo, en el caso del descenso bajaran los equipos que hayan terminado desde el 7° puesto al 12° Puesto de la tabla regular.

## Equipos participantes
Estos fueron los 12 equipos que participaron en la Liga de Guayaquil de 1945.
| Equipos participantes | Equipos participantes | Equipos participantes | Equipos participantes |
| --------------------- | --------------------- | --------------------- | --------------------- |
| Barcelona             | Estrella              | Huancavilca           | Nueve de Octubre      |
| California            | Español               | LDU                   | Patria                |
| Emelec                | Guayaquil SC          | Norte América         | Panamá                |

## Única Etapa

### Partidos y resultados
| Fecha 1      | Fecha 1   | Fecha 1          |
| Equipo Local | Resultado | Equipo Visitante |
| ------------ | --------- | ---------------- |
| Barcelona    | 2-3       | Patria           |
| Huancavilca  | 0-4       | Norteamérica     |
| Guayaquil SC | 1-3       | LDU(G)           |
| California   | 1-3       | Nueve de Octubre |
| Español      | 1-2       | Emelec           |
| Estrella     | 2-3       | Panamá           |

| Fecha 2          | Fecha 2   | Fecha 2          |
| Equipo Local     | Resultado | Equipo Visitante |
| ---------------- | --------- | ---------------- |
| Emelec           | 4-1       | Huancavilca      |
| Panamá           | 2-2       | Guayaquil SC     |
| Nueve de Octubre | 3-2       | Español          |
| Patria           | 6-2       | California       |
| LDU(G)           | 1-4       | Barcelona        |
| Norteamérica     | 1-2       | Estrella         |

| Fecha 3      | Fecha 3   | Fecha 3          |
| Equipo Local | Resultado | Equipo Visitante |
| ------------ | --------- | ---------------- |
| Barcelona    | 0-2       | Panamá           |
| Huancavilca  | 2-9       | Nueve de Octubre |
| Patria       | 5-1       | LDU(G)           |
| Guayaquil SC | 2-2       | Norteamérica     |
| California   | 2-1       | Español          |
| Estrella     | 1-3       | Emelec           |

| Fecha 4          | Fecha 4   | Fecha 4          |
| Equipo Local     | Resultado | Equipo Visitante |
| ---------------- | --------- | ---------------- |
| Emelec           | 4-2       | Guayaquil SC     |
| Panamá           | 1-4       | Patria           |
| Nueve de Octubre | 3-1       | Estrella         |
| Español          | 1-4       | Huancavilca      |
| LDU(G)           | 3-0       | California       |
| Norteamérica     | 2-2       | Barcelona        |

| Fecha 5      | Fecha 5   | Fecha 5          |
| Equipo Local | Resultado | Equipo Visitante |
| ------------ | --------- | ---------------- |
| Barcelona    | 1-2       | Emelec           |
| Guayaquil SC | 1-2       | Nueve de Octubre |
| Patria       | 0-1       | Norteamérica     |
| California   | 1-1       | Huancavilca      |
| LDU(G)       | 2-4       | Panamá           |
| Estrella     | 4-5       | Español          |

| Fecha 6          | Fecha 6   | Fecha 6          |
| Equipo Local     | Resultado | Equipo Visitante |
| ---------------- | --------- | ---------------- |
| Emelec           | 2-6       | Patria           |
| Panamá           | 4-2       | California       |
| Huancavilca      | 1-3       | Estrella         |
| Nueve de Octubre | 6-0       | Barcelona        |
| Español          | 3-6       | Guayaquil SC     |
| Norteamérica     | 4-4       | LDU(G)           |

| Fecha 7      | Fecha 7   | Fecha 7          |
| Equipo Local | Resultado | Equipo Visitante |
| ------------ | --------- | ---------------- |
| Emelec       | 2-1       | Nueve de Octubre |
| Panamá       | 2-1       | Huancavilca      |
| Patria       | 5-1       | Guayaquil SC     |
| California   | 0-1       | Barcelona        |
| LDU(G)       | 6-1       | Estrella         |
| Norteamérica | 2-1       | Español          |

| Fecha 8          | Fecha 8   | Fecha 8          |
| Equipo Local     | Resultado | Equipo Visitante |
| ---------------- | --------- | ---------------- |
| Emelec           | 2-2       | Panamá           |
| Huancavilca      | 1-2       | Barcelona        |
| Nueve de octubre | 1-1       | LDU(G)           |
| Español          | 1-4       | Patria           |
| Norteamérica     | 2-4       | California       |
| Guayaquil SC     | 2-4       | Estrella         |

| Fecha 9      | Fecha 9   | Fecha 9          |
| Equipo Local | Resultado | Equipo Visitante |
| ------------ | --------- | ---------------- |
| Barcelona    | 3-1       | Estrella         |
| Panamá       | 1-4       | Nueve de Octubre |
| Patria       | 8-3       | Huancavilca      |
| California   | 2-5       | Guayaquil SC     |
| LDU(G)       | 3-0       | Español          |
| Norteamérica | 1-1       | Emelec           |

| Fecha 10         | Fecha 10  | Fecha 10         |
| Equipo Local     | Resultado | Equipo Visitante |
| ---------------- | --------- | ---------------- |
| Emelec           | 2-0       | California       |
| Huancavilca      | 2-2       | LDU(G)           |
| Nueve de Octubre | 4-2       | Norteamérica     |
| Guayaquil SC     | 1-0       | Barcelona        |
| Español          | 2-6       | Panamá           |
| Estrella         | 0-9       | Patria           |